# Stockton Town FC
Stockton Town Football Club is een Engelse voetbalclub in Stockton-on-Tees, Engeland. Ze spelen momenteel in de Northern Premier League Premier Division. In Bishop Road West passen 1800 bezoekers, waarvan 200 zittend. Manager is oud-prof Micheal Dunwell, die in 2014 gestopt is als voetballer.
De club wist in seizoen 2017-18 de finale van de FA Vase te bereiken, maar werden hier verslagen door Thatcham Town met 1-0. Andere successen zijn het winnen van de Wearside Football League, de Wearside Cup, de Monkwearmouth Charity cup en de Shipowners Charity cup.